# Lamaids
Lamaids ist eine französische Gemeinde des Départements Allier mit 206 Einwohnern (Stand: 1. Januar 2022) in der  Region Auvergne-Rhône-Alpes. Sie gehört zum Arrondissement Montluçon und zum Kanton Montluçon-4.

## Geographie
Lamaids liegt etwa zwölf Kilometer westsüdwestlich von Montluçon.

### Nachbargemeinden
Umgeben ist Lamaids von den Nachbargemeinden Saint-Martinien im Norden, Quinssaines im Osten, Viersat im Süden und Südosten sowie Nouhant im Westen und Südwesten. 

## Bevölkerungsentwicklung
| Jahr      | 1962 | 1968 | 1975 | 1982 | 1990 | 1999 | 2006 | 2013 | 2019 |
| Einwohner | 184  | 184  | 166  | 145  | 134  | 136  | 140  | 197  | 235  |

## Sehenswürdigkeiten
Siehe auch: Liste der Monuments historiques in Lamaids
- Kirche Saint-Jean-Baptiste aus dem 13. Jahrhundert, Teil der Kommanderie des Tempelritterordens, seit 1994 Monument historique

## Wirtschaft und Infrastruktur
Durch die Gemeinde verläuft die Route nationale 145. 